# Puškin, Sankt Peterburg
Puškin (rusko: Пу́шкин) je mesto in občina v Puškinskem okrožju zveznega mesta Sankt Peterburg, Rusija, ki leži 24 kilometrov južno od središča mesta Sankt Peterburg in njegove železniške postaje, Carsko selo in je z železnico neposredno povezan z mestnim železniškim terminalom Vitebski. 
Puškin je bil ustanovljen leta 1710 kot carska rezidenca, imenovana Carsko selo (rusko: Ца́рское Село́), status mesta pa je dobil leta 1808. Prva javna železnica v Rusiji, železnica Carsko selo, je bila tukaj odprta leta 1837 in povezala kraj z glavnim mestom Sankt Peterburg. Po oktobrski revoluciji se je mesto preimenovalo v Decko selo (rusko: Де́тское Село́, 'Otroška vas'). Njegovo ime je bilo leta 1937 spremenjeno v Puškin v počastitev 100. obletnice smrti ruskega pesnika Aleksandra Puškina. V mestu spada kompleks Carskoye selo iz 18. stoletja. Ta muzejski kompleks obsega Katarinino palačo, Aleksandrovo palačo in druge stavbe ter pripadajoče parke; je glavna turistična atrakcija območja in je vključena na seznam spomenikov pod naslovom Zgodovinsko središče Sankt Peterburga in pripadajoče skupine spomenikov, ki jih varuje Unesco.

## Geografija
Sodobna postavitev Puškina je bila razvita v začetku 20. stoletja, sestavljena je iz dveh glavnih delov. Na severovzhodnem delu (staro Carsko selo) so najstarejše ulice mesta, kot so Sadova, Srednja in Mala, v središču pa je Katedralni trg. Ta del so na prošnjo Aleksandra I. obkrožili s Katarinim in Aleksandrovim parkom z juga in zahoda ter bulevarja Oktober in Sofija z vzhoda in severa. Pa vendar se ta del mesta nenehno širi, na vzhodu do železnice in na severu do Deckoselskega bulvarja. Južni del mesta je nekdanje mesto Sofija, ki ga je načrtovala Katarina II. in je osredotočeno na Sofijski trg. Severno, vzhodno in zahodno od tega dela ležijo parki Katarinin, Babolovo in Otdelni. Železnica do Pavlovska in Vitebska poteka skozi vzhodno mejo mesta. 

### Geologija
Mesto leži na Nevski nižini, na levem bregu reke Neve. Pokrajina je precej raznolika in vsebuje griče, grebene in terase, prepletene z dolinami, ravnicami, gozdovi in kmetijskimi površinami. Številni izviri povzročajo potoke in jezera. V paleozoiku, pred 300–400 milijoni let, je območje pokrivalo morje. Tedanji sedimenti tvorijo plast, debelejšo od 200 metrov na baltiškem ščitu, sestavljeno iz granita, gnajsa in diabaza. Sodobno topografijo je oblikoval umik ledenikov pred približno 12.000 leti, ki je ustvaril Littorinsko morje. Pred približno 4000 leti se je morje umaknilo in oblikovalo dolino reke Neve, ki se v zadnjih 2500 letih ni veliko spremenila.

### Podnebje
Podnebje v Puškinu je zmerno in vlažno, prehodno je med oceanskim in celinskim. Dolžina dneva se giblje od 5 ur in 51 minut v zimskem solsticiju do 18 ur in 50 minut v poletnem solsticiju. Poletje je kratko in zmerno toplo, zima je dolga in neenakomerna, s pogostimi zmrzovanji. Temperature zraka nad 0 ° C prevladujejo od začetka aprila do sredine novembra. Najhladnejši mesec je februar. Vetrovi večinoma pihajo proti jugu in pogosto spreminjajo zračno maso nad mestom. Poleti prevladujejo zahodni in severovzhodni vetrovi, smer vetra pa se pozimi spreminja v zahodno in jugozahodno. Najbolj oblačni meseci so november, december in januar, najmanj pa maj, junij in julij. Na leto je najmanj 240 sončnih dni. Med 25. majem in 16. julijem opazimo bele noči, ko sonce le na kratko zaide nad obzorje in dan traja skoraj 19 ur. Območje se večinoma napaja s površinskimi in podzemnimi vodami.

### Tla, rastlinstvo in živalstvo
Pred ustanovitvijo mesta so območje pokrivali zmerni iglasti gozdovi (večinoma bor in jelka) s primesjo širokolistnih dreves in nizkega barja. Tla so bila večinoma podzol, kombiniran s šoto in mokrišči. Intenzivne gospodarske dejavnosti so prvotno gozdno pokrajino spremenile v kmetijsko zemljišče z majhnimi nasadi trepetlike, breze, jelše in vrbe. V 18. do 19. stoletju je bilo v mestu in okoli njega ustvarjeno  704 hektarje velika parkovna površina. Zaradi parkov in okolju prijaznih politik je območje Puškina relativno malo onesnaženo. Obstaja veliko število ptic, plazilcev in nevretenčarjev; pogosta sta tudi zajček in pižmovka.
|                |              |                |                    |
| Moskovka vrata | Gostiny Dvor | Sadovaja ulica | Cerkev sv. Sergija |

## Zgodovina

### Ustanovitev naselja
V letih 1609–1702 je na mestu Katarinine palača stala švedska posest, ki je bila v finščini znana kot Saaren moisio (estonsko: Saare mõis). Ingrijski Finci tradicionalno to območje imenujejo Saaren kylä (vas Saari) ali Saari, kar v finščini pomeni 'otok' (estonsko: Saar). To je bilo majhno posestvo, ki je bilo sestavljeno iz lesene hiše, pomožnih objektov in skromnega vrta, razdeljenega z dvema pravokotnima drevoredoma na štiri kvadrate. To posestvo izvira iz starejše naselbine, ki je bila omenjena v cerkvenih inventarjih iz leta 1501 in označena na zemljevidih, narisanih za Borisa Godunova kot Sarica (rusko: Сарица). To ime se je kasneje preoblikovalo v dvorec Sarska (rusko: Сарская мыза), nato v vas Saar, na koncu pa je postalo Sarsko selo, ki se je zlahka razvilo naprej kot Carsko selo.
Po izgonu Švedov z območja je Peter Veliki dvorec dal Aleksandru Menšikovu. 13. junija 1710  je bilo z uradnim odlokom celotno območje, vključno s 43 vasmi, dodeljeno Marfi Skavronski, Petrovi ženi, ki je kasneje postala carica Katarina I. Ta datum 13. junija 1710 velja za datum ustanovitve mesta. V letih 1717–1724 je arhitekt Johann Braunstein tu postavil dvonadstropno kamnito palačo, obkroženo s pomožnimi zgradbami, Y. V. Roozen pa je ob palači ustvaril vrt z dvema ribnikoma. Zaradi vse večjega števila hlapcev sta bili v bližini zgrajeni ločena vas in lesena cerkev Marijinega vnebovzetja (Успенская церковь(1716)). Približno takrat se je Sarski dvorec preoblikoval v Carsko selo. Prva ulica mesta, Perednja ulica (kar pomeni 'Sprednja ulica', zdaj Sadova ulica), je bila urejena leta 1720. Gradnja Znamenske cerkve, najstarejše kamnite stavbe v mestu, se je začela leta 1734.

### Carske rezidence
Carsko selo je v času vladavine Elizabete postalo carska rezidenca. V 1740-50-ih letih je bila skromna palača Katarine I. prezidana v razkošno poletno rezidenco, Katarinino palačo. Med letoma 1751 in 1756 je obnovo vodil Francesco Bartolomeo Rastrelli, in sedanji videz palače se od takrat ni veliko spremenil. Leta 1755 je bila Jantarna soba preseljena iz Zimskega dvorca v Katarinino palačo. Vrtovi so bili podaljšani in okrašeni s skulpturami in paviljoni. Iz Vittolovskih vrelcev (6 kilometrov od Carskega sela) so izkopali prekop, da bi zagotovili vodo za parkovne ribnike, na ulici Perednjaja pa so zgradili več kamnitih hiš.
Priliv ljudi na območje v 1770-ih je Katarino II. spodbudil k ločitvi Carskega sela od mestnega območja. Z januarskim odlokom 1780 je v bližini ustanovila mesto Sofija z ločeno upravo. Nadaljnja gradbena dela so bila brez carskih ukazov v Carskem selu prepovedana, večina trgovcev in duhovščine pa se je preselila v Sofijo. Mesto je bilo razdeljeno na pravokotne okraje z velikim odprtim trgom v središču. V središču mesta so postavili leseno cerkev svetnikov Konstantina in Helene in nato kamnito cerkev Sofije (1788). Po besedah Johanna Gottlieba Georgija so leta 1794 Sofijo večinoma poseljevali palačni delavci in kmetje. V njej so bile številne kamnite stavbe, cerkev, ki je spominjala na sveto Sofijo iz Konstantinoplu in tovarna v predmestju, ki je proizvajala papir za bankovce. Mesto je uspevalo zaradi bližine Sankt Peterburga in cesarske pozornosti.

### Mesto
Novi park, ki je pozneje postal Aleksandrov park, je bil ustanovljen v 1770-ih zahodno od Katarinine palače, v letih 1792–1795 pa je Giacomo Quarenghi zgradil Aleksandrovo palačo na severovzhodni meji parka za bodočega carja Aleksandra I. Leta 1808 je Aleksander I. Ruski združil Carsko selo s Sofijo in ga razglasil za mesto in sedež Carskoselski ujezd. Leta 1808 je imenoval Williama Hesta za mestnega arhitekta, ki je delo opravljal do svoje smrti leta 1832. Heste je sestavil glavni načrt za Carsko selo z razdelitvijo na četrti in pripadajoče vrtove in sadovnjake. Večina prebivalcev se je iz Sofije preselila v Carsko selo, prva je bila preurejena v rezidenco stavba vojaškega polka. Do leta 1817 je imelo Carsko selo 15 ulic, 354 stavb in 4000 prebivalcev.
Katarinino palačo je leta 1820 prizadel požar, obnovil jo je arhitekt Vasilij Stasov. Zasnoval je tudi več stavb v klasicističnem slogu in sicer manežo, hlev in veliko oranžerijo. Med letoma 1811 in 1843 je krilo Katarinine palače gostilo licej Carsko selo, kjer je med letoma 1811 in 1817 študiral Aleksander Puškin. V tistih desetletjih je bilo ustvarjenih več zgodovinskih predmetov, vključno z železnimi Egipčanskimi vrati Adama Menelawsa.
Prva javna železnica v Ruskem cesarstvu, Železnica Carsko selo, je bila položena leta 1837 in je povezala Carsko selo s prestolnico Sankt Peterburg. Dolga je bila približno 22,5 km, čas potovanja pa približno 40 minut. Ugledna Katarinina cerkev je bila zgrajena leta 1840. Mesto se je širilo in do leta 1855 je imelo 44 ulic, 10 cerkva, 400 hiš, 8 vojašnic, 3 bolnišnice in žensko semenišče. Carsko selo je bilo eno najrazvitejših mest Rusije. Leta 1887 je postalo prvo popolnoma elektrificirano mesto v Evropi, do konca 19. stoletja pa je imelo telefonsko omrežje.
Leta 1905 je Aleksandrova palača postala glavna rezidenca Nikolaja II. Tu je bila kraljeva družina po februarski revoluciji v hišnem priporu. V letih 1902–1908 je bilo mesto opremljeno z najnaprednejšim časovnim vodnim sistemom z ločenim kanalizacijskim omrežjem in čistilno postajo. Do leta 1909 je imelo mesto 30.000 prebivalcev in 19 šol. Leta 1910 je bilo severno od Katarinine palače, na meji Aleksandrovega parka in mesta, ustanovljeno carsko garnizijski kamp. Imela je ločeno cerkev (Fedorovska cerkev), jedilnico in dve bolnišnici, eno za častnike in eno za vojake. Prva avtobusna povezava je bila odprta leta 1911, leta 1914 pa je bila v mestu zgrajena močna za takrat 300-kilovatna brezžična telegrafska postaja. Léon Theremin je delal na tej postaji v letih 1918-1919. 

### Sovjetsko obdobje
Leta 1918, po oktobrski revoluciji, je bil palačno-parkovni kompleks razglašen za muzej in državno last. 7. novembra 1918 se je zaradi velikega števila otroških ustanov na tem območju in zaradi splošnega trenda preimenovanja s carjem povezanih geografskih imen preimenoval v Detsko selo (rusko: Детское Село – Otroška vas). 10. februarja 1937, ob 100-letnici smrti Aleksandra Puškina, je mesto dobilo njegovo ime. Sovjetske oblasti so 10. junija 1939 Katarinino cerkev porušile. 
Po začetku druge svetovne vojne, 17. septembra 1941, so mesto zasedle nemške čete. Več stavb palačnega kompleksa je bilo porušenih ali poškodovanih, ugrabljenih je bilo veliko umetnin, vključno s celotnim notranjim okrasom Jantarne sobe. Mesto je bilo osvobojeno 24. januarja 1944 kot rezultat ofenzive Krasno Selo – Ropša.
Obnova palačnega kompleksa se je začela že med vojno. Javni dostop do parkov (1946), liceja (1949) in šestih palačnih dvoran (1959) se je postopoma znova vzpostavil. Jantarna soba je bila obnovljena šele leta 2003. Mesto je bilo obnovljeno v letih 1950-1960. V vzhodnem delu Puškina in v Sofiji je bilo ustanovljenih več tovarn, leta 1960 pa sta bila postavljena dva vidna spomenika Vladimirju Leninu (kipar Zair Azgur) in Ernstu Thälmannu (kipar Arnold). Leta 1975 je bilo mesto opremljeno z novim vodovodnim sistemom in sodobnimi čistilnimi napravami, ki so bile v letih 1999–2005 nadgrajene v okviru skupnega rusko-finsko-švedskega projekta.

### Posovjetsko obdobje
Od začetka 1990-ih je Puškin postal razkošno stanovanjsko razvojno območje. Vsako leto se konec tedna po dnevu mesta (24. junij) odvijajo pomembni festivali. Mednarodni karnevali se v mestu izvajajo od leta 1995, od leta 2000 pa je Puškin član zveze evropskih pustnih mest. Veliko čiščenje in obnova mesta je bila izvedena pred praznovanjem 300-letnice mesta (24. junij 2010). Aprila 2004 so vandali spomenik Lenina potisnili z njegovega podstavka in pri tem razbili kip. Obnova Katarinine palače se je na mestu spomenika začela 7. decembra 2006. Še en spomenik Leninu je bil 6. decembra 2010 močno poškodovan v eksploziji, ki jo je izvedla neznana skupina.

## Prebivalstvo
| Year       | 1817  | 1897   | 1910   | 1926   | 1939   | 1959   | 1970   | 1979   | 1989   | 1991   | 1996   | 2002   | 2007   | 2010   |
| ---------- | ----- | ------ | ------ | ------ | ------ | ------ | ------ | ------ | ------ | ------ | ------ | ------ | ------ | ------ |
| Prebivalci | 4.000 | 22.400 | 30.880 | 19.300 | 56.000 | 46.000 | 70.000 | 90.000 | 95.415 | 95.300 | 93.600 | 84.628 | 96.000 | 92.889 |

## Znamenitosti mesta

### Državni muzej "Carsko selo"
Palača in parkovni kompleks 18. – 19. stoletja je služil kot kraljeva rezidenca in je bil po nacionalizaciji marca 1918 spremenjen v muzej. Trenutni status muzejskega rezervata je dobil leta 1992. Obnovo muzeja delno podpira World Bank; do leta 2008 je bilo porabljenih približno štiri milijone dolarjev, za dokončanje obnove pa je potrebnih približno 3,2 milijona dolarjev. Muzejski rezervat vključuje:

#### Katarinin park
Park je poimenovan v čast ruske carice Katarine I. Zaseda površino 107 hektarjev in je sestavljen iz navadnega Starega vrta (1717–1720) in angleškega vrta (1760–1796, arhitekt Vasilij Nejelov), ločenega z velikimi ribniki. V parku so številni paviljoni pomembne arhitekturne in zgodovinske vrednosti. Večina jih je obnovljena.
|                   |                   |                     |             |
| Katarinina palača | Pavilijon Ermitaž | Cameronova galerija | Admiralteta |

#### Katarinina palača
Prvotna palača 1717–1723 je bila obnovljena v letih 1743–1756, najprej Mihail Zemcov, A. V. Kvasov in Savva Čevakinski, nato Francesco Bartolomeo Rastrelli. Rastrelli je bil glavni avtor arhitekturne zasnove in bujne kiparske dekoracije fasade v slogu ruskega baroka; zasnoval je tudi notranjo postavitev in dekoracijo. Glavno dvorišče je obrnjeno proti zahodu in ima pozlačeno kovano ograjo in vrata. Palačo obdaja nekaj stavb, dodanih v poznem 18. stoletju. Ena od njih je štirinadstropna hiša na jugu, ki je gostila licej Carsko aelo in je bila nato spremenjena v muzej kot podružnica Vse ruskega Puškinovega muzeja. Licej je s palačo povezan z lokom nad Sadovo ulico (arhitekt I. Neelov). Drugi prizidki palače so krilo Zubovsky na južni strani (arhitekt Y. M. Felton) in Cameronova galerija, hladne savne in viseči vrt na jugovzhodu. Ena najbolj znanih sob palače je Jantarna soba. 

#### Aleksandrov park
Park zavzema površino 120 hektarjev poleg glavnega vhoda. Sestavljen je iz rednega dela (Novi vrt, 1740-ih, N. Girard) in Krajinskega parka (1790-ih) s tremi ribniki in umetnimi nasipi. V zahodnem delu parka teče reka Kuzminka, ki jo deli jez. Večina spomenikov v parku je v slabšem stanju.
|                  |              |                   |                        |
| Aleksandrov park | Kitajska vas | Pavilijon Arzenal | Pavilijon "Beli stolp" |

#### Aleksandrova palača
To klasicistično palačo je v letih 1792–1796 zgradil Giacomo Quarenghi za Aleksandra I. Palača je podolgovata dvonadstropna stavba z dvojnimi krili na obeh straneh in dvovrstno kolonado na severni strani. Zraven palače je prostrani park z jezerom. 

## Pobratena mesta
Puškin je pobraten z:
- občina Aalborg, Danska (2005)
- Bălți, Moldavija (2015)
- Cambrai, Francija (2003)
- Kalamazoo County, Michigan, ZDA (1992)
- Mantova, Italija (2000)
- Nassau County, New York, ZDA (1996)
- Neukölln (Berlin), Nemčija (1991)
- Novopolock, Belorusija (2003)
- Semej, Kazahstan (1995)
- Valence, Francija (2017)
- Veria, Grčija (2015)
- Worcester, Massachusetts, ZDA (1987)
- Zerbst, Nemčija (1994)